# Longnewton
Ne doit pas être confondu avec Long Newnton.
Longnewton est un village et une paroisse civile du comté de Durham, en Angleterre. Il est situé entre les villes de Darlington et Stockton-on-Tees. Administrativement, il relève du borough de Stockton-on-Tees. Au moment du recensement de 2011, il comptait 828 habitants.